# 浄瑠璃寺 (松山市)
浄瑠璃寺（じょうるりじ）は、愛媛県松山市浄瑠璃町にある真言宗豊山派の寺院。医王山（いおうざん）、養珠院（ようじゅいん）と号す。本尊は薬師如来。四国八十八箇所第四十六番札所。桜、蓮の花、牡丹、紫陽花、アカンサスと季節の花々が咲く寺である。
- 本尊真言：おん ころころ せんだりまとうぎ そわか
- ご詠歌：極楽の浄瑠璃世界たくらえば　受くる苦楽は報いならまし

## 沿革
寺伝によれば、大仏開眼を前にした和銅元年（708年）に布教に訪れた行基が堂宇を建立、本尊の薬師如来と脇侍の日光菩薩・月光菩薩、十二神将を刻んで安置して開基したという。その後、大同2年（807年）に空海（弘法大師）が本寺を再興したと伝わる。。
室町時代末期には当寺に帰依した足利幕府の武将・平岡道倚（みちより）が伽藍を整備した。正徳5年（1715年）の山火事で焼失し、江戸時代中期の天明5年（1785年）に住職・堯音（ぎょうおん）の尽力により復興した。

## 境内
- 本堂：両脇陣に十二神将、脇仏に日光・月光菩薩立像が拝観できる。
- 大師堂：衣を着た大師像を拝顔できる。左前の大師の誕生仏をだっこできる。
- 一願弁財天堂

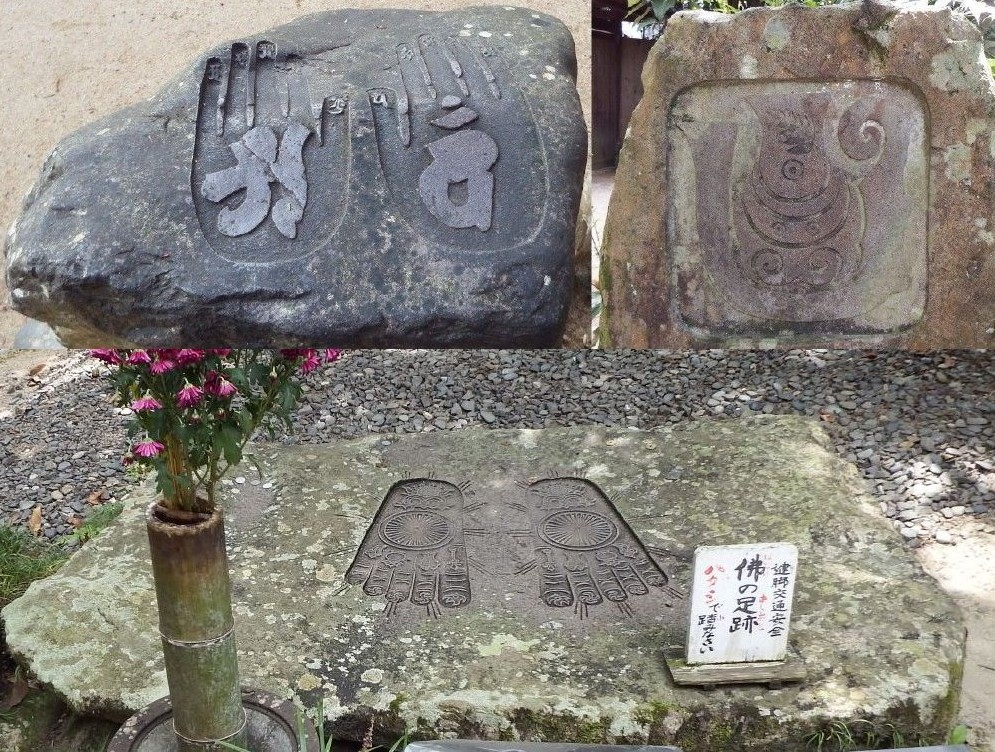
手判、花判、仏足石

- 仏手石・仏手華判（指紋）・仏足石：弘法大師生誕1,200年を記念して作られた[2]。
- 籾大師
- 説法石
- 万霊塔
- イブキビャクシン（伊吹柏槙）：樹齢千年を超すといわれる松山市指定天然記念物。
- 句碑：正岡子規「永き日や衛門三郎浄瑠理寺」が入口石段の左脇にある。
- 鐘楼：薬師十二願の鐘

県道から石段を上ると木々に覆われた境内に入り、右に鐘楼、仏手石が左に納経所がある。先に進むと左に手水場、仏足石、右にイブキビャクシンの木、籾大師、説法石があって正面に本堂が建ち右に大師堂。本堂左手に一願弁財天堂が、さらに進むと境内に隣接した弁天池は蓮園になっていて開花時期には全面に蓮の花が咲き、6月中旬の短い時期であるが境内の北側にはアカンサスが咲く。
- 宿坊：なし
- 駐車場：10台。無料。
- 弁天池の蓮園：境内の南に隣接していて、古代ハスが咲く。
- 牡丹苑：境内の西に隣接していて、瑠璃観音の周りにボタンが咲く。
- 大王松：巨大な松ぼっくりが付き、5月になると春蝉が鳴く。

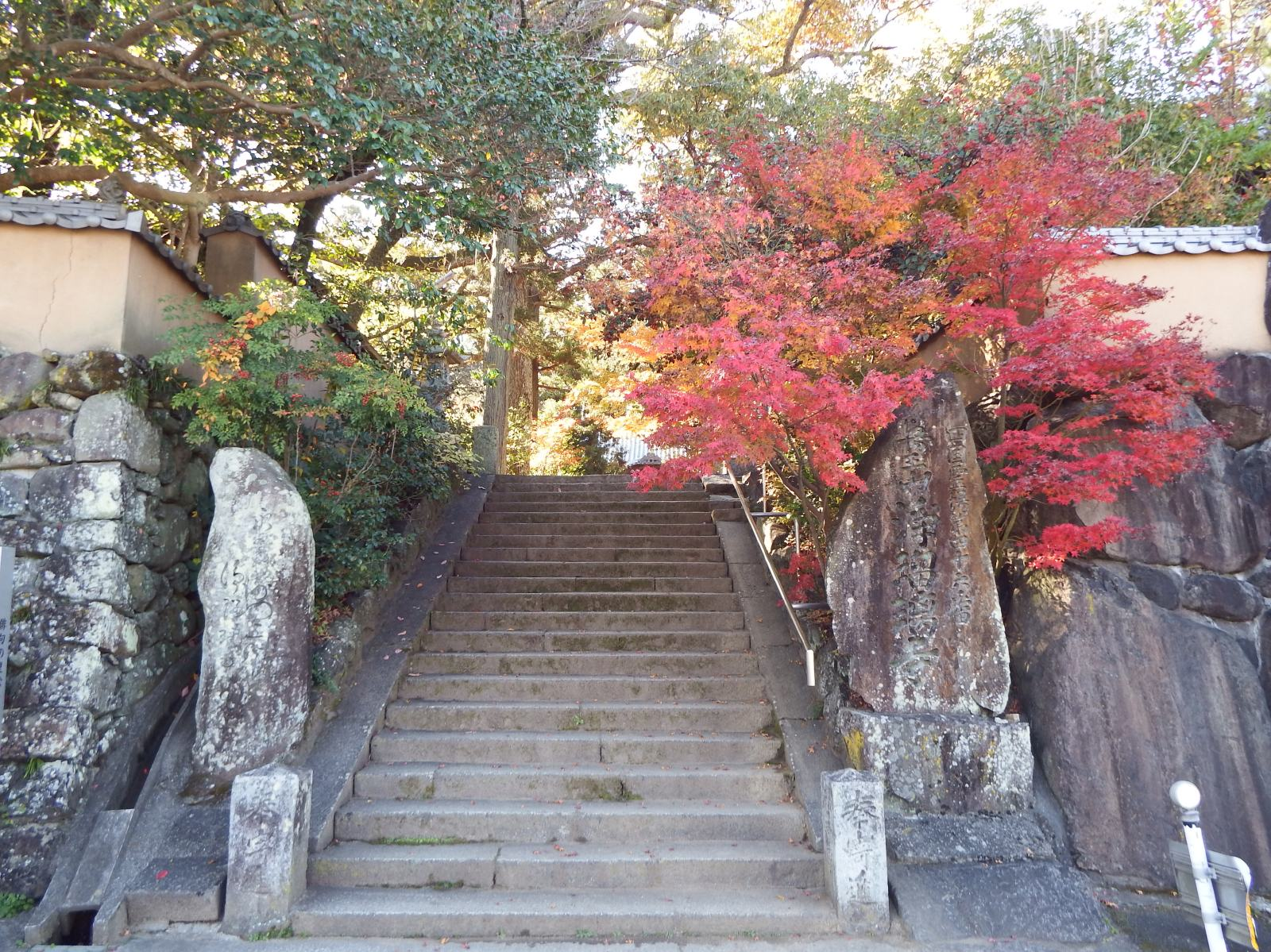
入口石段の左の正岡子規の句碑
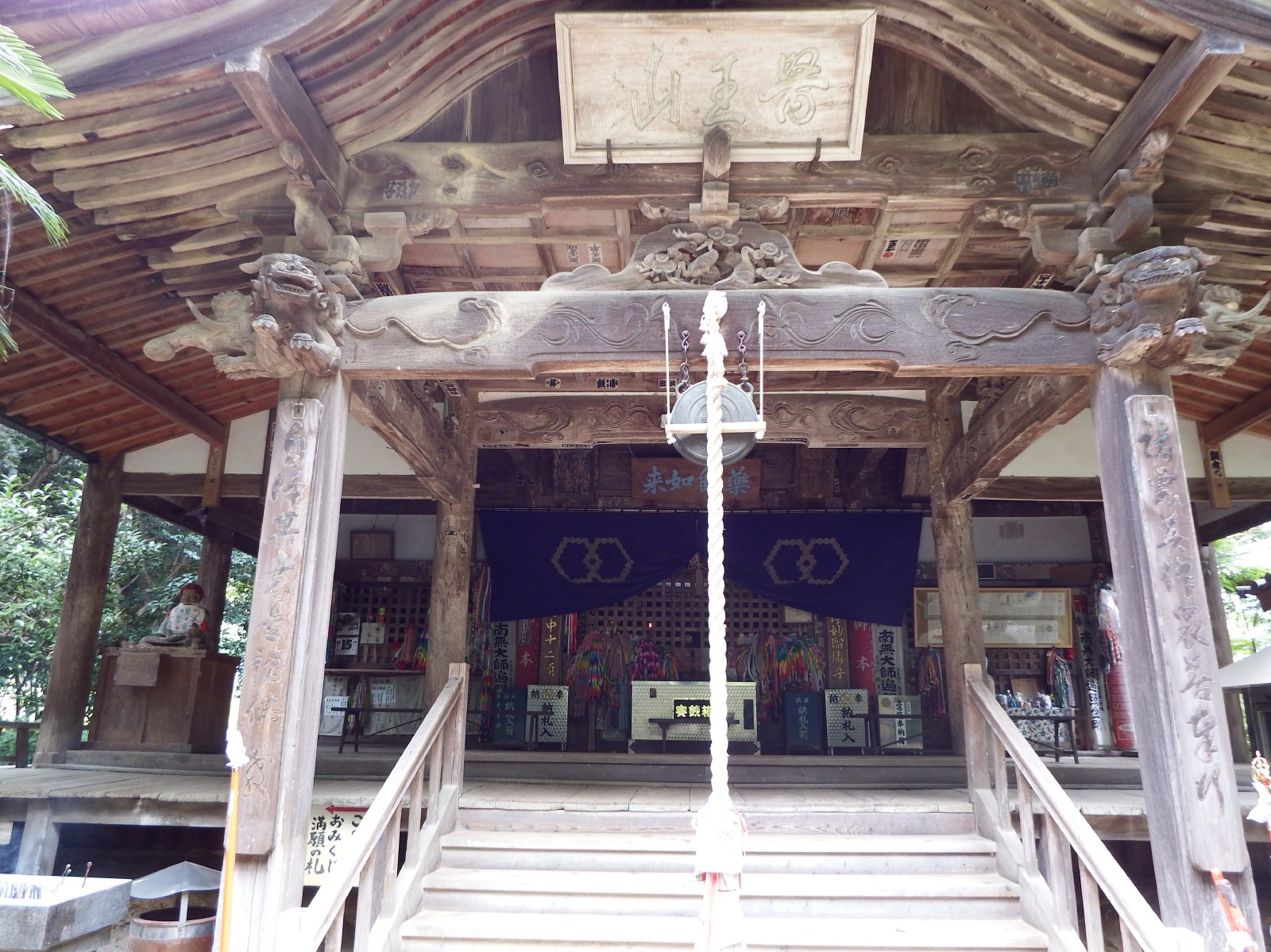
本堂
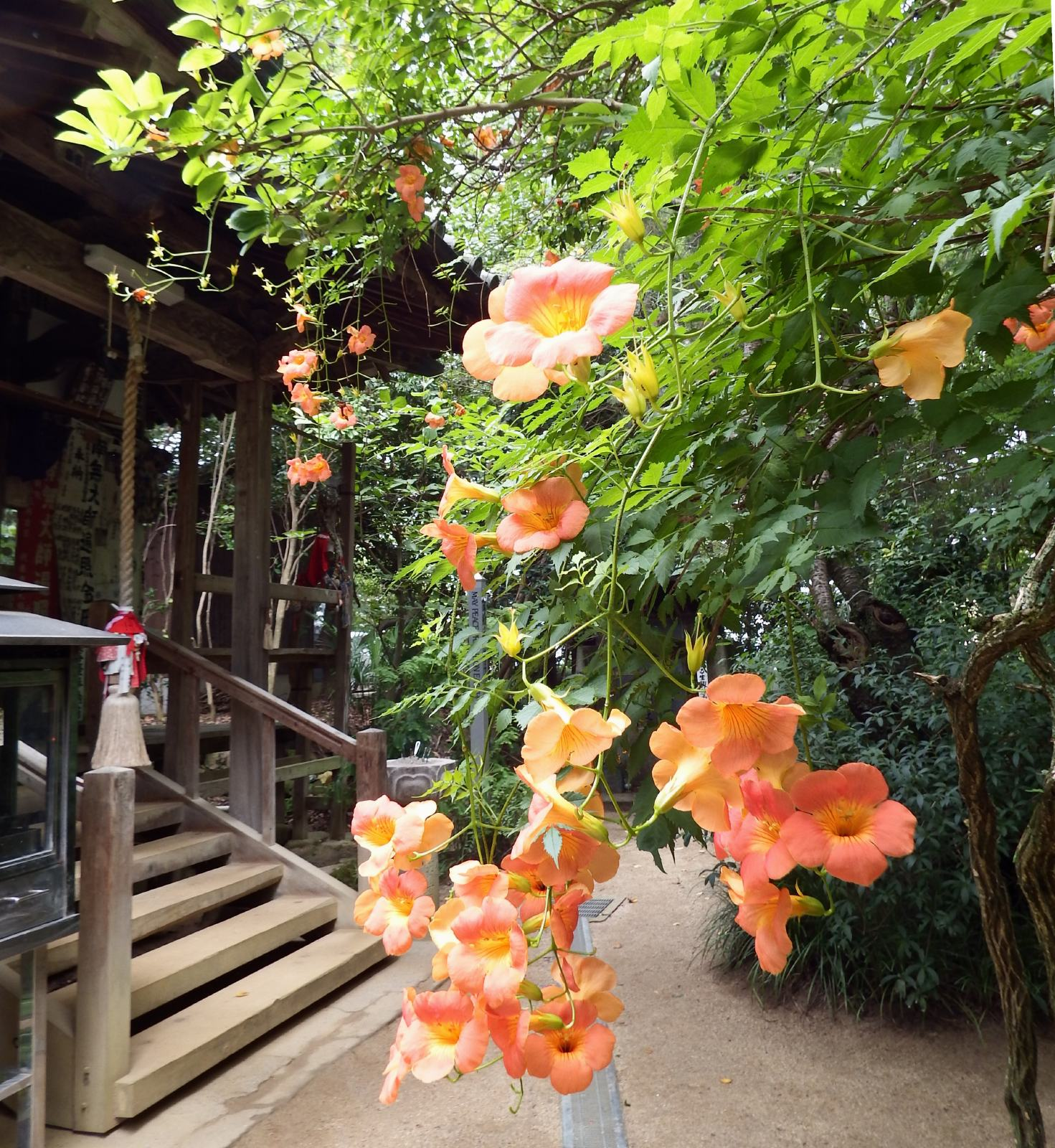
大師堂前のノウゼンカズラ
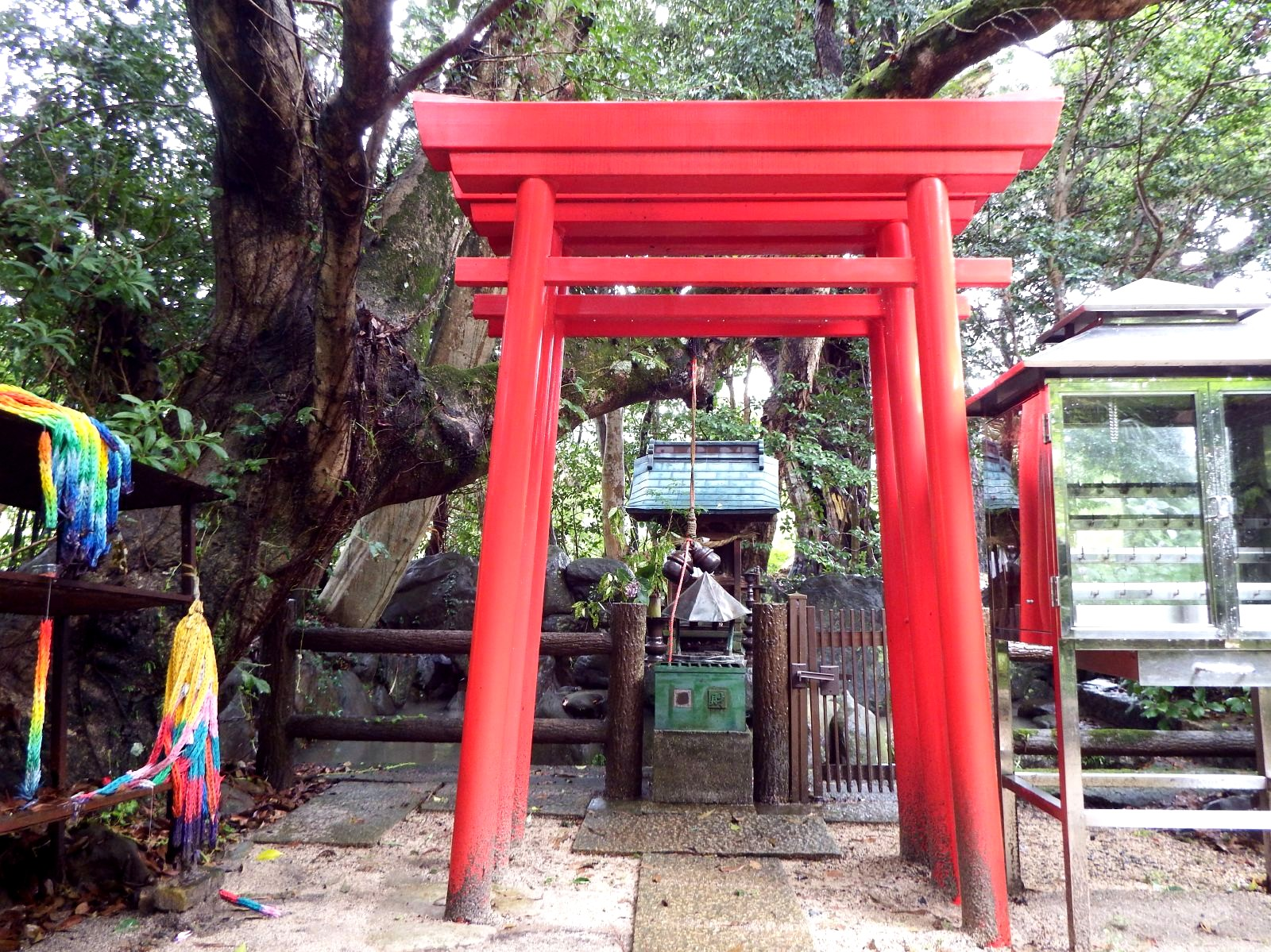
一願弁財天堂
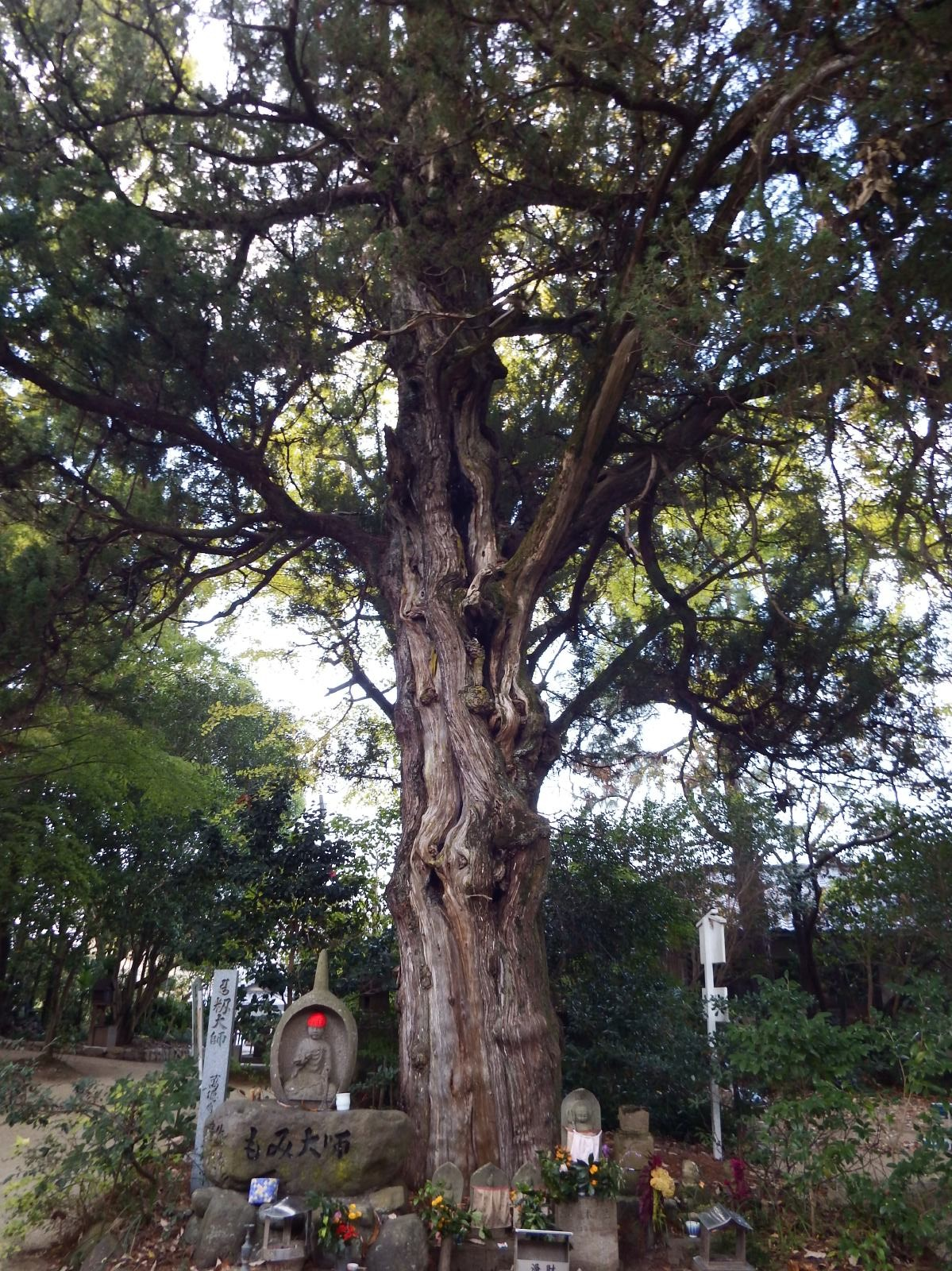
境内中央のイブキ　 （市指定天然記念物）
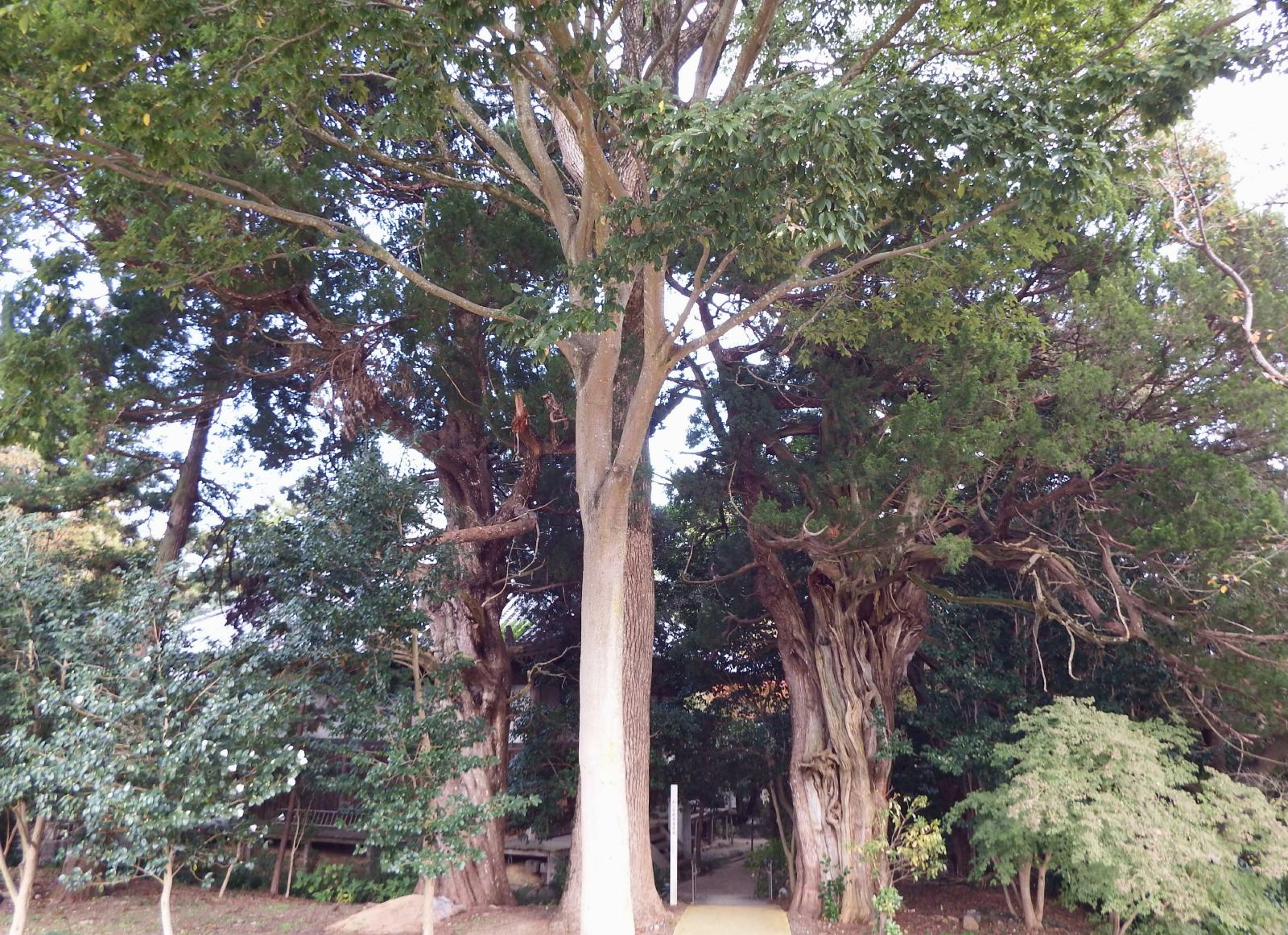
本堂裏の二本のイブキ（市指定天然記念物）
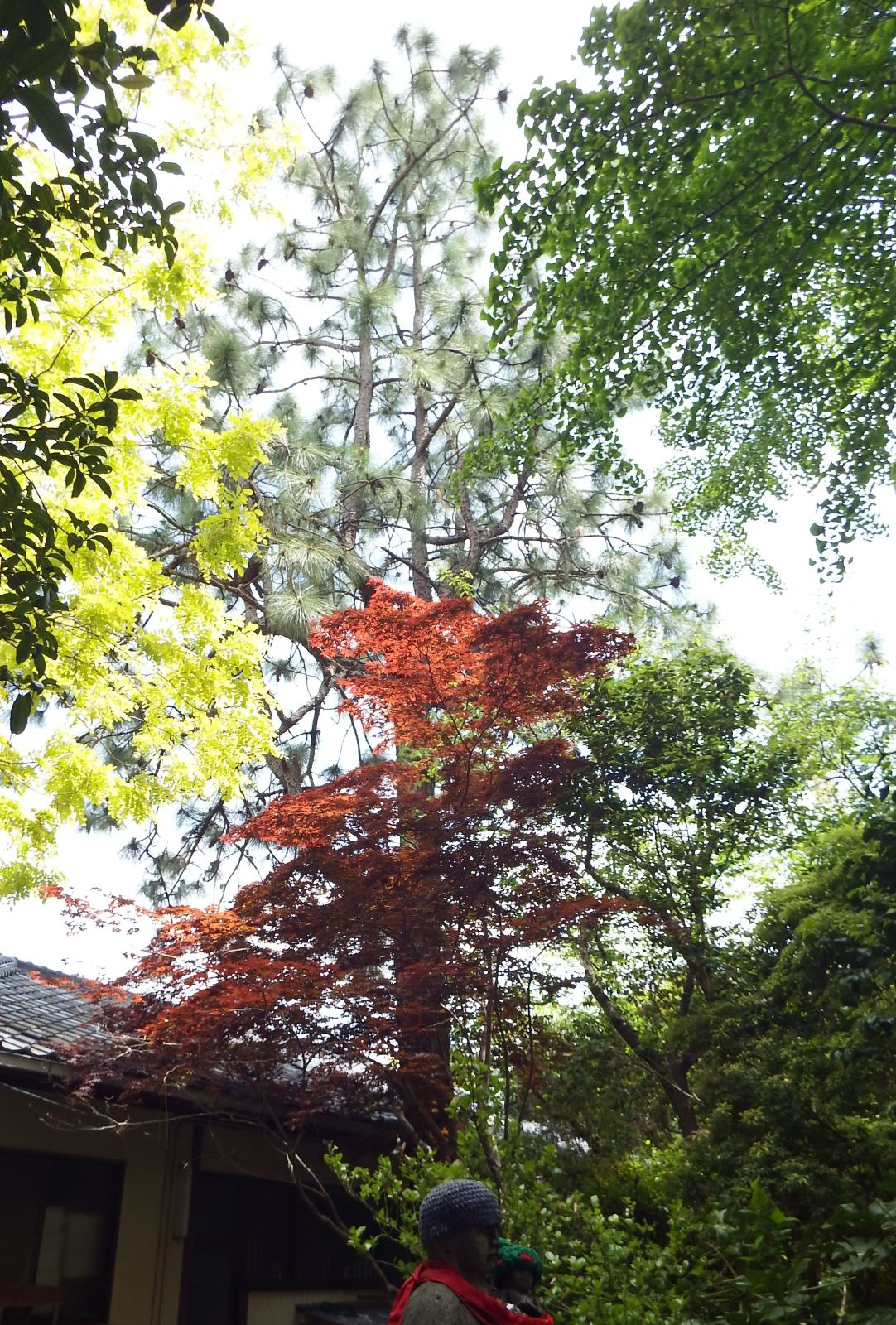
大王松
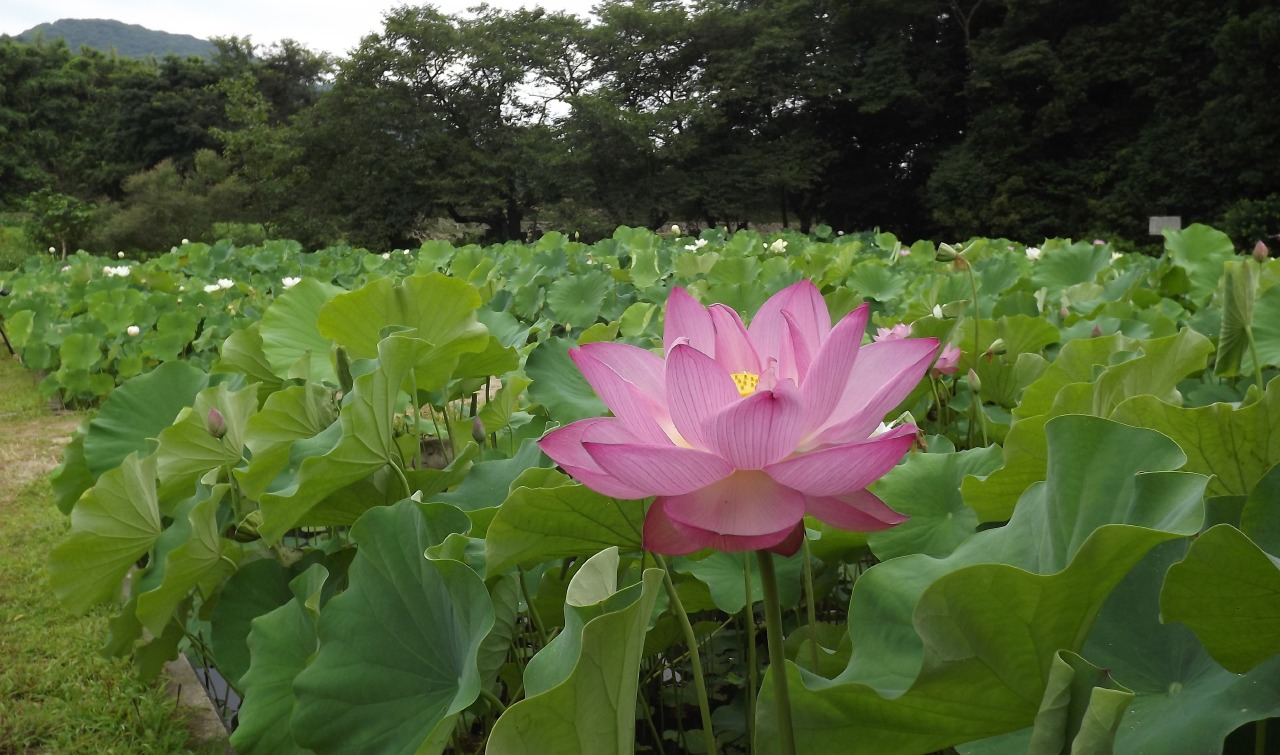
蓮園
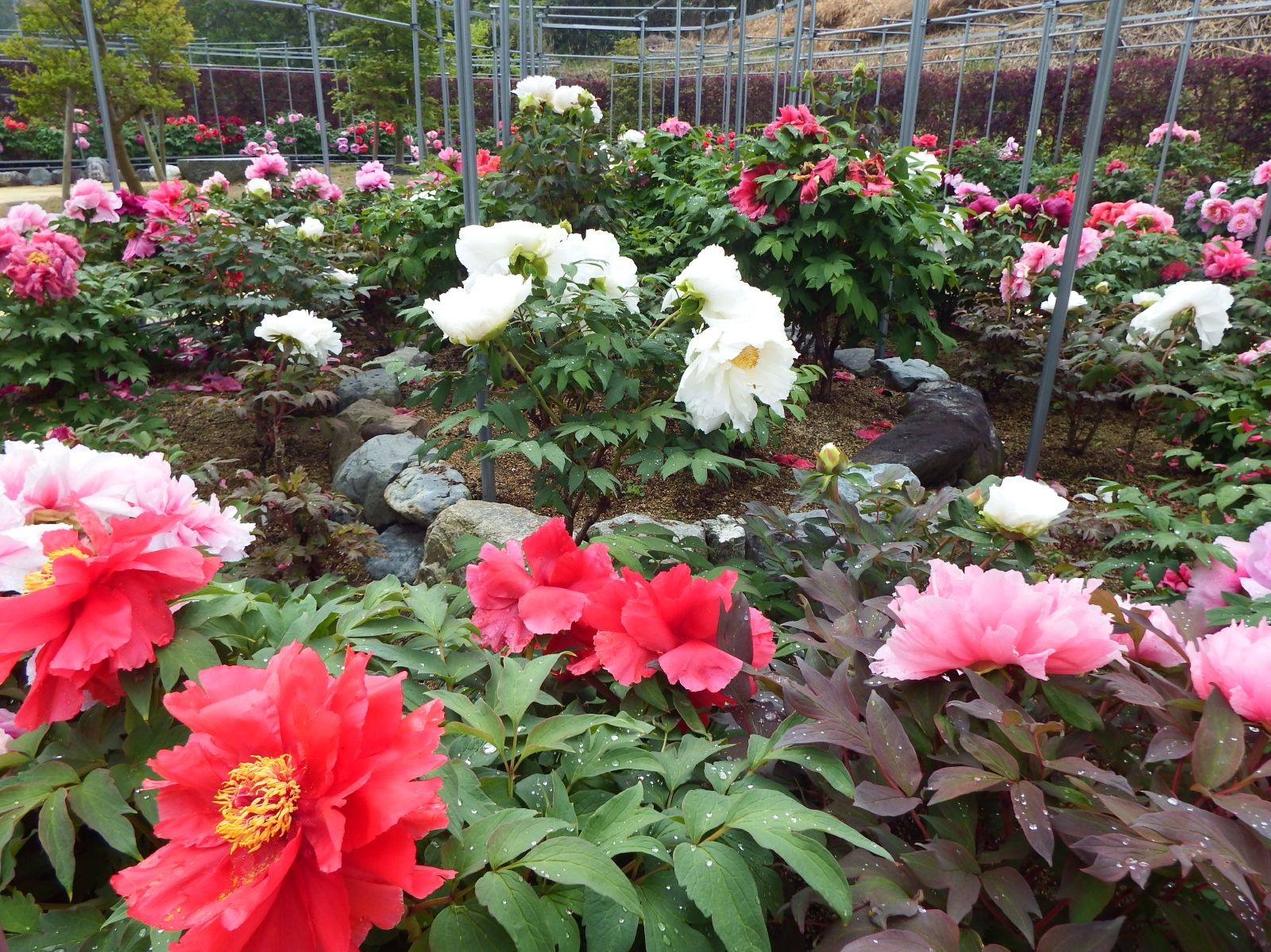
牡丹苑
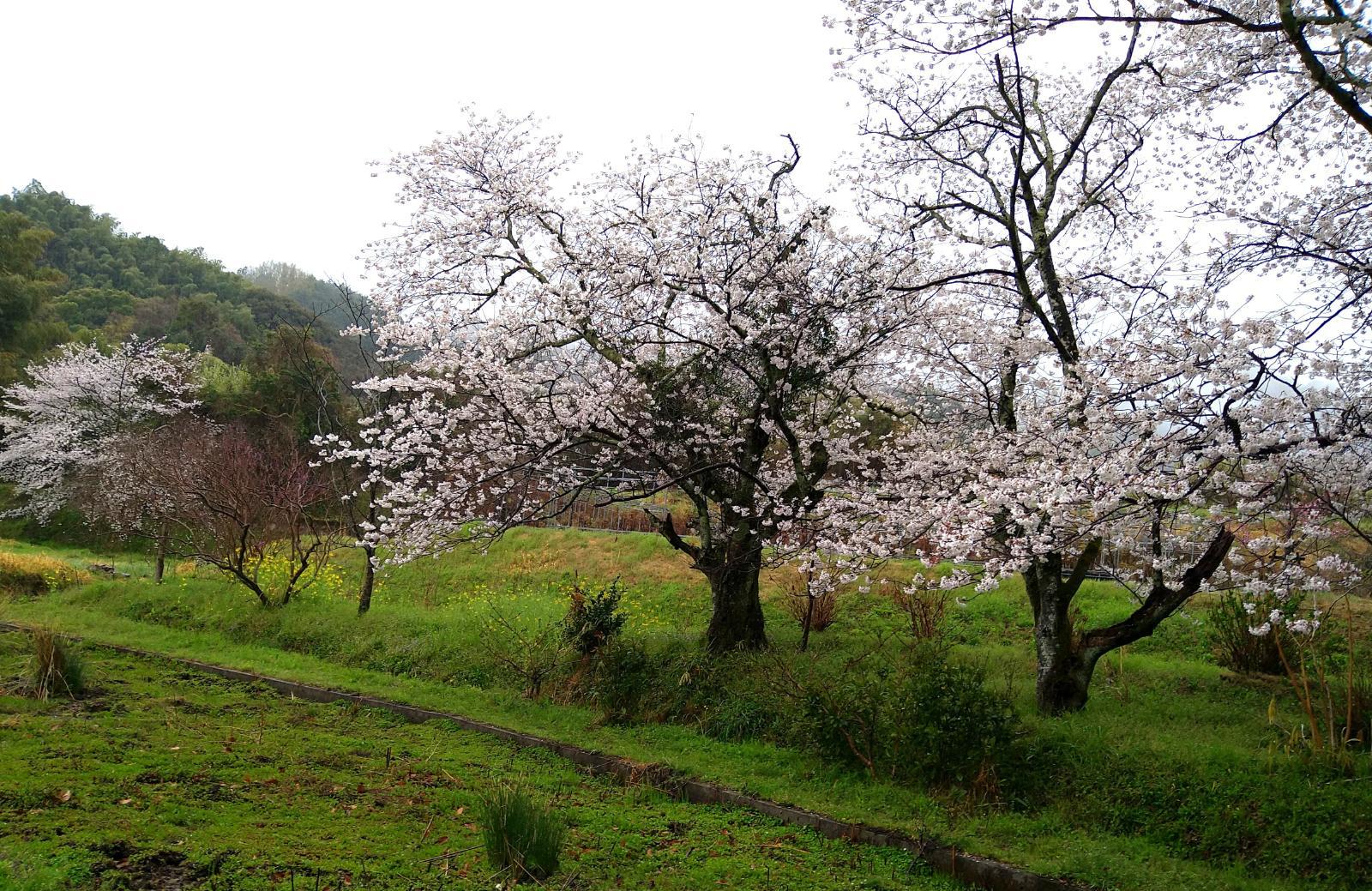
のどかな原風景が境内の裏に
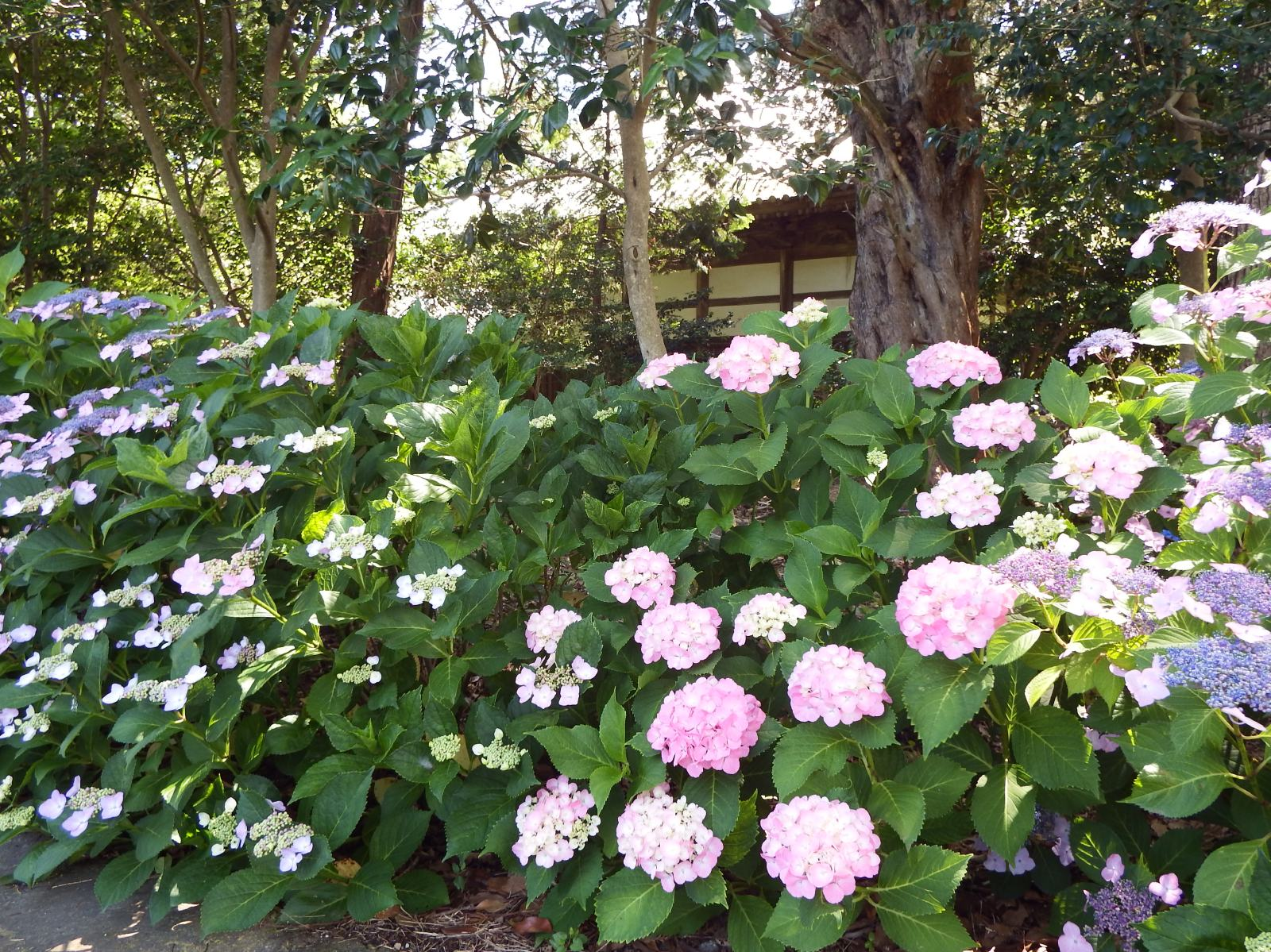
本堂裏の紫陽花
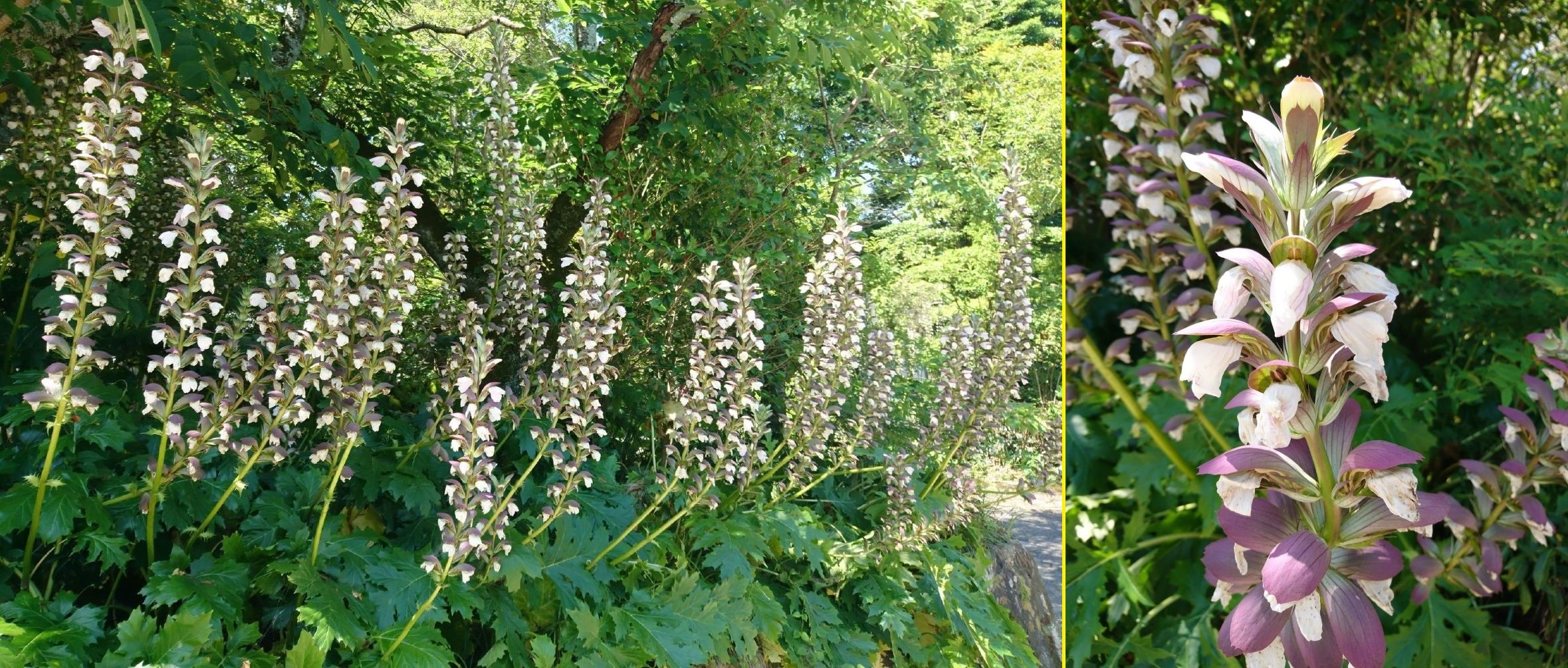
アカンサス

## 文化財
国の史跡
- 伊予遍路道 浄瑠璃寺道、浄瑠璃寺境内：2023年3月20日指定[3][4][5][6]。

松山市指定天然記念物
- イブキビャクシン 3本：幹囲は (1) 4.8 m、 (2) 3.5 m、 (3) 3.2 mで、高さは20 m、樹齢は (1) が推定600年、昭和43年10月25日指定[7]

## 交通案内
鉄道
- 伊予鉄道横河原線 - 鷹ノ子駅 (6.3 km)

バス
- 伊予鉄バス浄瑠璃寺前バス停（2021年3月で路線廃止：予約制乗合タクシー化）

道路
- 一般道：愛媛県道194号久谷森松停車場線 浄瑠璃寺前 (0.1 km)

## 周辺の番外霊場

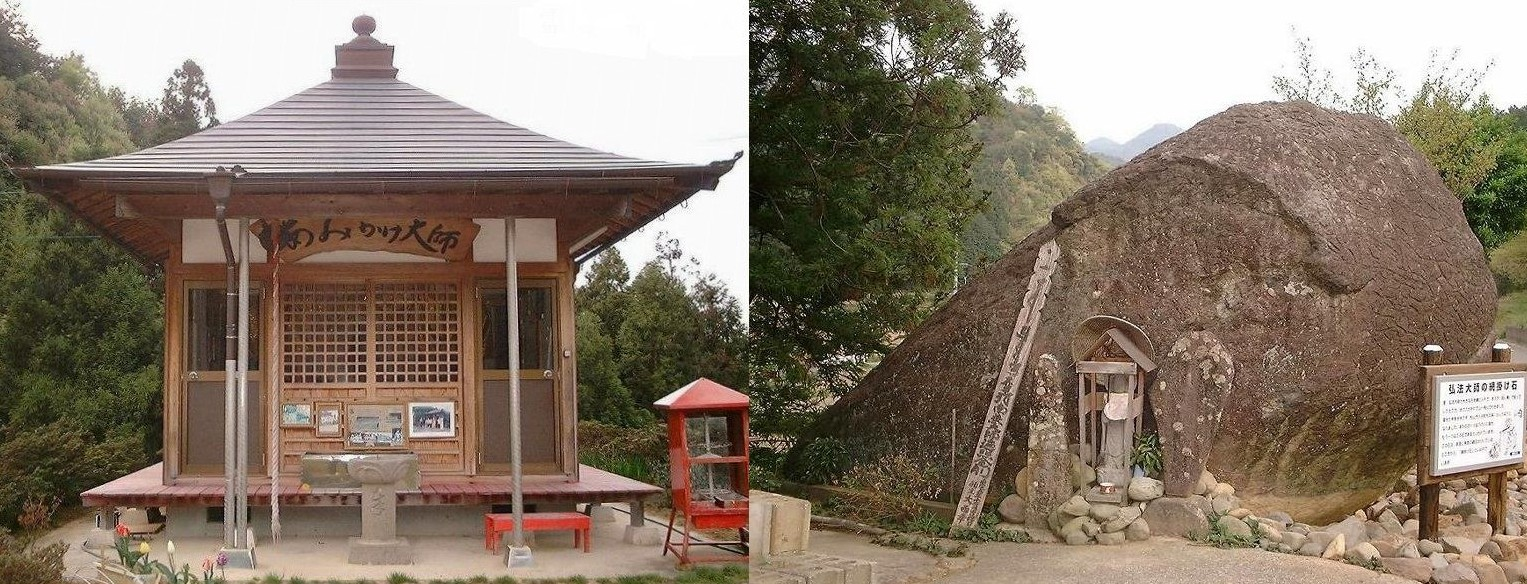
網掛石
三坂峠より遍路道を浄瑠璃寺方向へ4.3 km下ったところに、表面に網の目の溝が刻まれた大岩があり傍らに大師堂がある。その昔、三坂の道を塞ぐように２つの大きな石があり通行を妨げ困っていた。通りかかった空海は村人のために取り除こうと、村人たちに作らせた葛で編んだ網をかぶせオウク（天秤棒）でその２つの石を運び始めたが、あまりの重さに網が食い込みとうとうオウクが折れて石は飛び、一つの石は三坂の川底へもう一つは現在地に、そして、オウクが飛んで行ったところは大久保と呼ばれるようになったとの伝承がある。
- 所在地：愛媛県松山市久谷町榎 （網掛石）

## 前後の札所
四国八十八箇所
45 岩屋寺 --(29.5 km)-- 46 浄瑠璃寺 --(0.9 km)-- 47 八坂寺

## 周辺

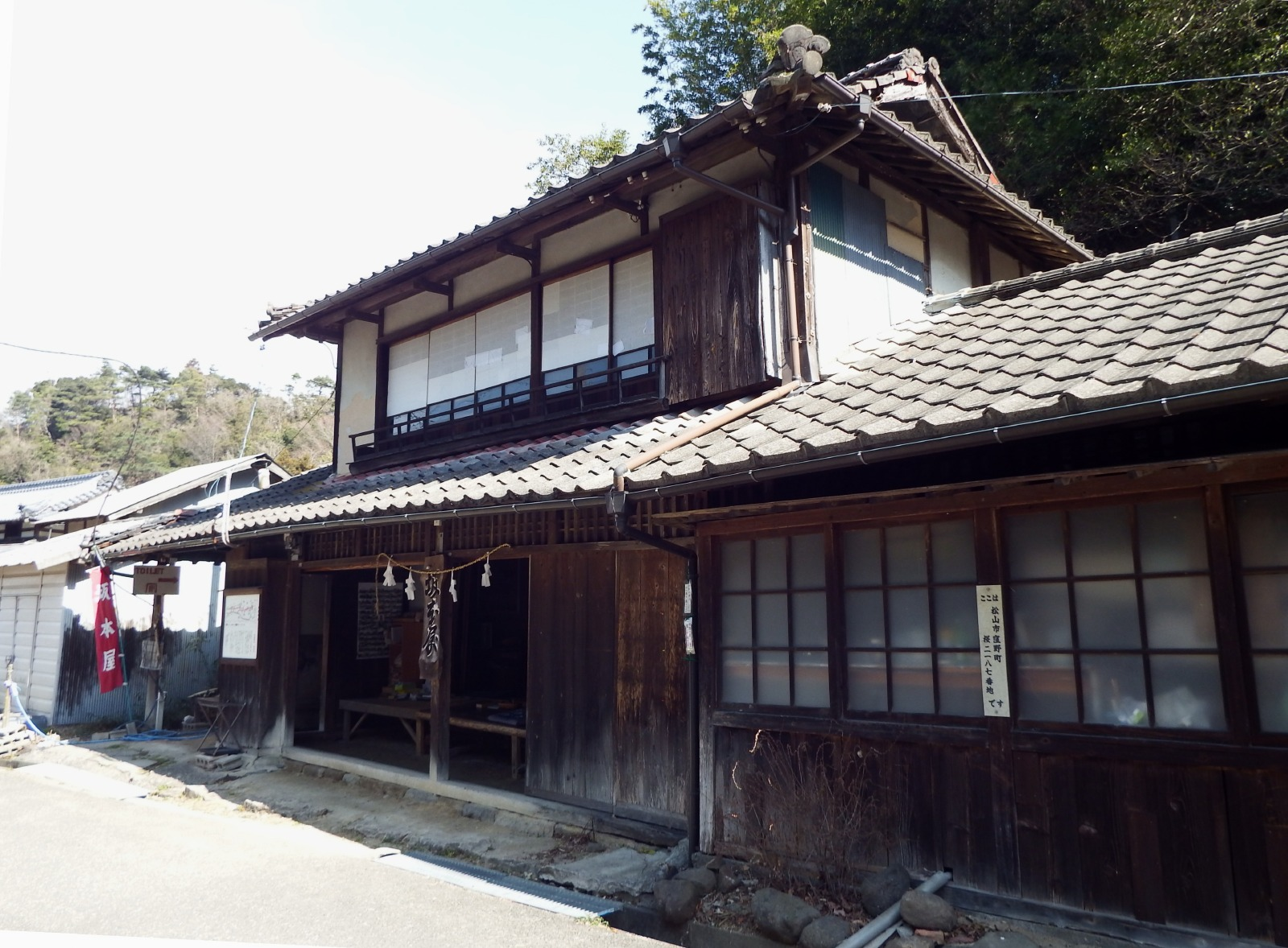
坂本屋
三坂峠より遍路道を浄瑠璃寺方向へ約3 km下ったところにある元遍路宿。現在はお接待所となっていて、テレビドラマのロケも行われた。
- 所在地：愛媛県松山市窪野町2187 （坂本屋）